# アンドレアス・アルバース
アンドレアス・アルバース・ニールセン（Andreas Albers Nielsen, 1990年3月23日 - ）は、デンマーク・中央ユラン地域スキーベ出身のサッカー選手。FCザンクトパウリ所属。ポジションはFW。

## クラブ経歴
2009年にスキーベIKのトップチームに昇格。2013年にヴェイレBKに移籍。加入1年目の2013-14シーズンはデンマーク・ファーストディビジョン (2部リーグ)ながら16ゴールを記録。
2015年5月22日、シルケボーIFと2年契約を締結。2014-15シーズンは2部で11ゴールを記録し、1部リーグ復帰に貢献。初の1部リーグとなった2015-16シーズンは5ゴールで終了。
2016年6月22日、 ヴィボーFFと2年契約を締結。再び2部でのプレーとなったが、加入1年目の2016-17シーズンは自己最多の17ゴールを決めた。
2019年7月1日、SSVヤーン・レーゲンスブルクと3年契約を締結。加入2年目の2020-21シーズンは2部リーグながら、初の国外リーグで13ゴールを決めた。